# 謝貝圖內
49°44′49″N 35°56′17″E / 49.74694°N 35.93806°E
謝貝圖内（烏克蘭語：Щебетуни）是位於烏克蘭東部的村莊，由哈爾科夫州哈爾科夫區的新沃多拉哈市鎮負責管轄。該村面積0.09平方公里，海拔高度110米，2001年人口128，人口密度每平方公里1,422.2人。